# Saint-Avertin
Saint-Avertin är en kommun i departementet Indre-et-Loire i regionen Centre-Val de Loire i de centrala delarna av Frankrike. Kommunen ligger i kantonen Saint-Avertin som tillhör arrondissementet Tours. År 2022 hade Saint-Avertin 15 075 invånare.

## Befolkningsutveckling
Antalet invånare i kommunen Saint-Avertin
Referens:INSEE